# Канэри-Уорф (станция метро)
Канэ́ри-Уорф (англ. Canary-Wharf) — станция мелкого заложения, расположенная на Юбилейной линии лондонского метро в районе Доклендс и делового квартала Канэри-Уорф.

## Описание

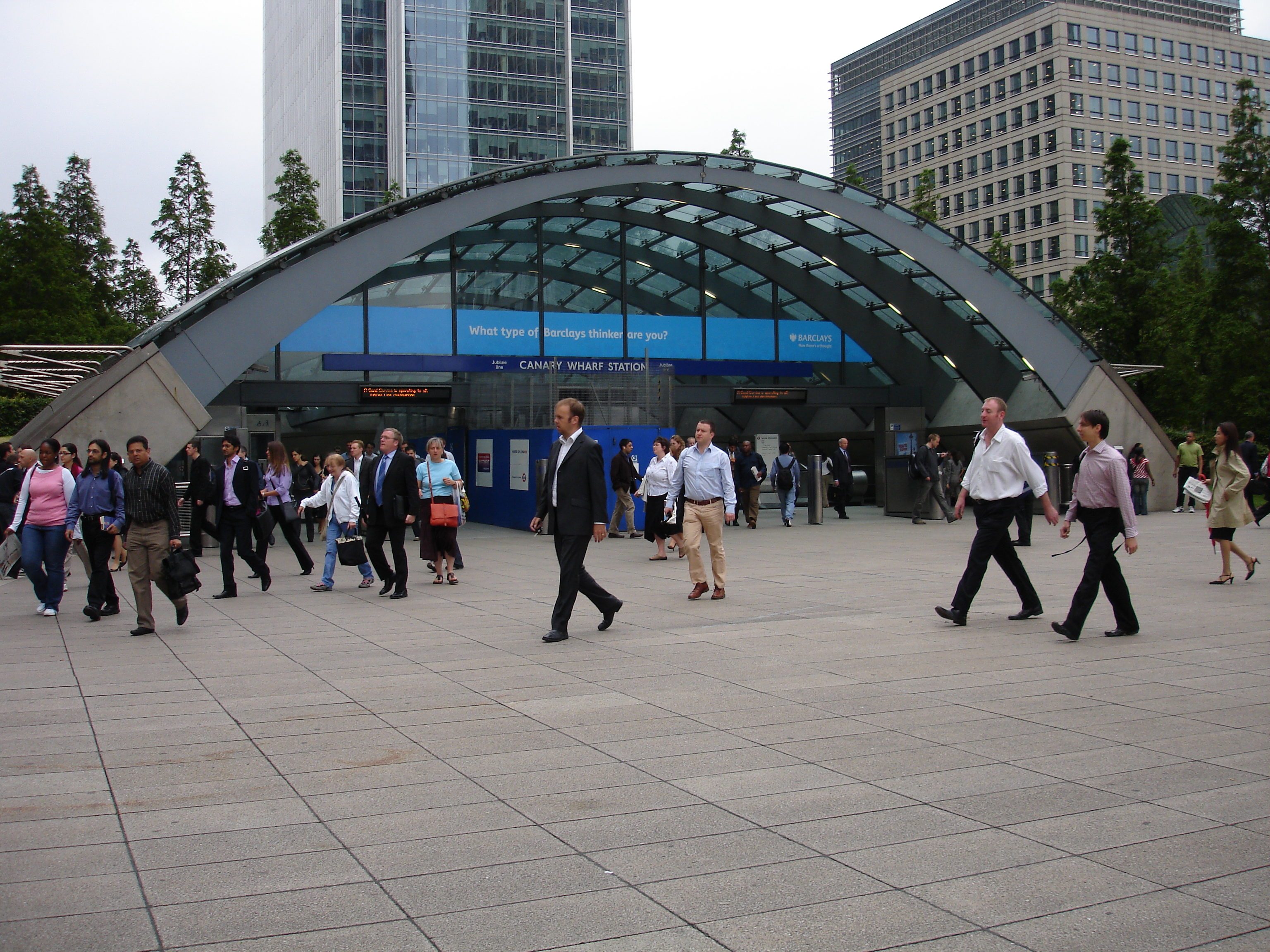
Вход на станцию

Станция расположена непосредственно в центре самого быстрорастущего из лондонских деловых кварталов Канэри-Уорф, поэтому в ближайшие годы будет достигнута наивысшая пропускная способность станции. В связи с этим планируется пустить поезда с более высокой частотой, также к поездам был добавлен дополнительный вагон. За счёт нового проекта London Crossrail линия также должна быть разгружена. Станция закрытого типа, пассажиры отделены стеклянными дверями от путей, в целях безопасности. Эскалаторы сделаны из нержавеющей стали, свод между двух рядов дверей поддерживают колонны серого цвета. По будням станцией пользуются 70 000 человек в день. На станции установлены платформенные раздвижные двери.

### Факты
- Станция построена в доках Канэри-Уорф.
- Сваи для станции забивали по новой, более тихой технологии.
- На станции снимался фильм «Звёздные войны: Изгой-один».